# جياكومو دي دوناتو
جياكومو دي دوناتو (بالإيطالية: Giacomo Di Donato)‏ (8 فبراير 1988 في إيطاليا - ) هو لاعب كرة قدم إيطالي في مركز الدفاع. لعب مع كييفو فيرونا ونادي فيتشينزا وVigor Lamezia ‏ وValenzana Mado ‏ وUS Bitonto ‏ وASD Campobello ‏.